# Голодомор
Голодомо́р (укр. Голодомор) — массовый голод в 1932—1933 годах в Украинской ССР в существовавших на тот период границах, вызванный, в том числе, политикой советского руководства, и повлёкший многомиллионные человеческие жертвы. В 32 странах признан актом геноцида. По мнению множества историков, за голод непосредственно ответственны Иосиф Сталин и правительство СССР. Среди историков фигурируют разные мнения на тему того, в какой степени к голоду привели непосредственно действия правительства СССР, и в какой степени правительство СССР и лично Сталин сознательно проводили действия, приведшие к голоду, хотя и сходятся, что сталинская политика коллективизации была одной из важнейших причин.
В 2006 году Верховная рада Украины объявила Голодомор актом геноцида украинского народа. Со временем Голодомор был признан актом геноцида тридцатью другими государствами и несколькими международными объединениями, ещё ряд государств и объединений признал его результатом политики тоталитарного сталинского режима.
Слово «Голодомор» было заимствовано из украинского другими языками, в том числе русским (но в русском языке не всегда рассматривается как имя собственное), и получило широкое распространение в СМИ и официальных документах.
Рассекреченные документы украинских архивов доступны исследователям с середины 1990-х годов (а в 2007—2008 нашлись метрические книги за 1932 и 1933 годы, об «уничтожении» которых неоднократно заявлялось ранее). Аналогичная работа проводится и в архивах других бывших республик СССР, пострадавших от голода 1932—1933 годов. В то же время в российских архивах ещё не все документы этого периода прошли стандартную процедуру рассекречивания.
По оценкам демографов, общее количество жертв голодомора составляет от 3,5 до 5 миллионов человек, среди которых непосредственно избыточная смертность в Украинской ССР составляет от 2,6 до 3,9 миллиона человек. В меньших оценках количество жертв оценивалось примерно от 1 до 2 миллионов человек. В качестве причин неточности оценок потерь можно выделить различие методов анализа и приближений, среди которых: различие изучаемых временных диапазонов; использование данных переписи населения или данных о смертях; учёт общей смертности или избыточной; опциональный учёт снижения рождаемости (нерождённых детей), а также неточность или засекреченность исходных данных.
В 2013 году Институт демографии и социальных исследований имени М. В. Птухи НАН Украины провёл международную научную конференцию «Голод на Украине в первой половине XX столетия: причины и результаты (1921—1923, 1932—1933, 1946—1947)», где были опубликованы оценки демографических потерь в результате голода 1932—1933 годов: избыточное количество смертей населения Украины составило 3 917 800 человек, России — 3 264 600, Казахстана — 1 258 200, суммарно на всей территории СССР — 8 731 900. Относительные потери от голода 1932—1933 годов были наивысшими в Казахстане — 22,42 %, на Украине — 12,92 %, в России — 3,17 %, в среднем по СССР — 5,42 %.

## Название
Название «Голодомор» является калькой с чешского hladomor («голод», от hlad). Первоначально это слово изредка употреблялось западноукраинскими литераторами для обозначения голодающего человека. Первое же его использование в украиноязычной прессе в значении «голод» зафиксировано в 1926 году во львовской газете «Діло». Применительно к советскому голоду пражский журнал «„Večerník Práva Lidu“» уже 17 августа 1933 года вышел со статьёй под заглавием «Hladomor v SSSR». Первое зафиксированное использование же украинского слова «Голодомор» для обозначения голода в УССР — в авторском предисловии к роману Василя Барки «Жёлтый князь» (Нью-Йорк, 1963). Фигурирует оно и в книге проживавшего в Канаде публициста Павла Штепы «Московство» (1968); сам Штепа при этом в 1920-х годах обучался в Украинской хозяйственной академии в Подебрадах (сейчас Чешская Республика).
В Украине этот термин впервые употребил Иван Драч в выступлении на IX Съезде Союза писателей Украины (СПУ) летом 1986 года. Популяризировал же его писатель Алексей Мусиенко, речь которого на партсобрании Киевской организации Союза писателей Украины была 18 февраля 1988 года напечатана официальным органом СПУ — газетой «Литературная Украина».
Существует точка зрения, согласно которой уже сам термин «Голодомор» неявно указывает на рукотворный и намеренный характер голода. Георгий Касьянов полагает, что со времени принятия Верховной радой Украины Закона о Голодоморе как геноциде украинского народа термин «голодомор», к тому времени уже вполне утвердившийся не только в публицистической, но и в научной сфере, стал рассматриваться как синоним геноцидной трактовки голода. По его мнению, более идеологически нейтральными являются названия «голод 1932—1933» или «Великий голод 1930-х», однако и «голодомор» вполне приемлем, если речь идёт о наиболее критической фазе голода зимой 1933 года.

## Общие сведения
Точные данные о количестве погибших в результате голода неизвестны. Согласно последним оценкам, опубликованным в 2015 году Институтом истории Украины и поддержанным рядом специалистов-историков западных научных центров, демографические потери от голода 1932—1933 годах на территории Украинской ССР составили 3,9 млн человек в результате сверхсмертности (превышения фактического числа смертей по сравнению с расчётным показателем для обычных условий), а также 0,6 млн человек за счёт снижения числа родившихся детей, связанного с последствиями голода.
Согласно оценке, приведённой в электронной версии энциклопедии Британника, в 1932—1933 годах в голоде в СССР погибло 5 млн человек, из них 4 млн украинцев. Согласно оценке, представленной в Энциклопедии Брокгауз, от голода в СССР погибло от 4 до 7 миллионов человек, при этом отмечаются особо высокие потери на Украине.
По выполненным в 2002 году подсчётам французских демографов Жака Валлена и Франса Месле из Национального института изучения демографии при участии Сергея Адамца, Сергея Пирожкова и Владимира Школьникова, общие потери от голода в Украинской ССР составили 4,6 млн человек, из них 0,9 млн в связи с вынужденной миграцией, 1 млн — за счёт неродившихся и 2,6 млн — расчётная сверхсмертность.
В обвинительной части приговора Апелляционного суда города Киева от 13 января 2010 года по делу в отношении партийных и государственных руководителей СССР и УССР, возбуждённому по признакам преступления, предусмотренного ч. 1 ст. 442 УК Украины (геноцид), утверждалось, основываясь на выводах судебной научно-демографической экспертизы, проведённой Институтом демографии и социальных исследований им. М. В. Птухи НАН Украины, что в результате массового голода 1932—1933 годов на Украине погибло 3 941 000 человек. При этом на межведомственном совещании по вопросу о ходе досудебного следствия по этому делу, которое состоялось 22 декабря 2009 года в администрации президента Украины, было заявлено, что в ходе расследования было выявлено 1 847 500 жертв в 13 613 населённых пунктах УССР.
Пик голода пришёлся на первую половину 1933 года. По мнению украинского исследователя Станислава Кульчицкого, голод 1932 года стал, в частности, следствием «чрезмерных хлебозаготовок», которые привели к общему голоду в СССР, тогда как голод 1933 года был вызван «конфискацией всех продовольственных запасов» у украинских крестьян.
Историки и политики до сих пор расходятся в мнениях о причинах, повлёкших за собой массовый голод. Сторонниками теории умышленного «успокоения голодом» утверждается, что массовый голод в Украинской ССР первой половины 1933 года был вызван сознательными и целенаправленными действиями советского руководства с целью подавления национально-освободительных устремлений украинского крестьянства и недопущения построения независимого украинского государства. Их противниками высказывается мнение, что эти события явились непредусмотренным следствием проведения индустриализации, радикальных экономических реформ и неурожаев в конце 1920-х — начале 1930-х годов в СССР. Некоторые авторы при этом отрицают остальные причины голода, например Миронин и Покровский (см.). Cуществуют мнения, что цели отъёма зерна у крестьян были не этническими, как например, уничтожение этнических украинцев. Так, историк Шейла Фицпатрик пишет:
Власти современной Украины утверждают, что голод, который украинцы называют «голодомором», Сталин устроил специально, чтобы извести украинцев; однако Казахстан и юг России пострадали от него не меньше. Вряд ли Сталин в самом деле желал крестьянам смерти; скорее он хотел, чтобы государство вывезло из деревень как можно больше зерна, оставив крестьянам ровно столько, чтобы те дотянули до весеннего сева. Беда в том, что никто не знал, сколько именно зерна для этого нужно. Сталин настаивал на максимальных объемах, отказываясь слушать, когда ему сообщали, что у крестьян нет скрытых резервов. В советском дискурсе появилась странная риторика о том, что крестьяне «изображают голод» и «притворяются уничтоженными». Когда в конце концов Сталин понял, что они не притворяются, а действительно умирают, было уже слишком поздно. Зимой 1932—1933 годов вход в города был заблокирован для крестьян, спасаясь от голода, и к весне зерно пришлось отправлять из госрезервов для посевов.

События первой половины 1933 года в УССР использовались на Западе в публикациях, заявлениях и акциях, которые в СССР ввиду отсутствия публичной информации на эту тему (долгое время она была запретной, и поставить вопрос об умышленности организации массового голода было невозможно) принято было относить к антисоветской деятельности.
Наиболее активно тема массового голода 1932—1933 годов в Украинской ССР обсуждалась и исследовалась с конца 1970-х — начала 1980-х годов за рубежом, в частности в США и Канаде, где после Второй мировой войны обосновалась значительная часть украинских эмигрантов.
С середины 1990-х годов слово «голодомор» (англ. Holodomor) в значении «великий голод на Украине в 1932—1933 годах» постепенно вошло в международные документы, а с 2003 года представительные органы стран начали принимать документы различного правового характера, в которых «умышленно организованный сталинским режимом» голод на Украине, «в результате которого погибло более 7 миллионов этнических украинцев», приравнивался к «геноциду». Периоды массового голода 1921—1923 годов и 1946—1947 годов ввиду своей малой известности за пределами Украины не именуются голодомором или называются так преимущественно в научных исследованиях на тему умышленного «успокоения украинцев голодом».
В 2006 году Верховная рада Украины приняла закон, квалифицирующий голод 1932—1933 годов как геноцид украинского народа.
В 2009 году Служба безопасности Украины возбудила уголовное дело «по факту совершения в 1932—1933 годах на Украине геноцида, то есть по признакам преступления, предусмотренного ч. 1 ст. 442 Уголовного кодекса Украины».
25 декабря 2009 года, в ходе расследования этого уголовного дела Главным следственным управлением СБУ, было возбуждено новое уголовное дело в отношении советских и партийных руководителей — И. В. Сталина, В. М. Молотова, Л. М. Кагановича, П. П. Постышева, С. В. Косиора, В. Я. Чубаря и М. М. Хатаевича по признакам преступления, предусмотренного ч. 1 ст. 442 УК Украины. Апелляционный суд Киева, рассматривавший это дело в январе 2010 года, подтвердил выводы следователей СБУ об организации на территории УССР геноцида украинской национальной группы, то есть искусственного создания жизненных условий, рассчитанных на её частичное физическое уничтожение. Суд констатировал, что обвиняемые совершили вменяемое им преступление, и закрыл уголовное дело в связи с их смертью.
27 апреля 2010 года победивший на выборах президент Украины Виктор Янукович заявил, что массовый голод в 1930-х годах нельзя считать геноцидом украинцев и что он был общей трагедией народов, входящих в СССР.

## Длительность и масштабы бедствия
Как следует из рассекреченных в конце 1980-х годов архивов, сообщения о первых массовых случаях голодания и смертей от голода после неурожая 1932 года относятся к началу января 1933 года (город Умань и прилегающие районы). 8 февраля 1933 года ЦК КП(б)У издал закрытое постановление «О случаях голода в сёлах и небольших городах республики и мерах по предоставлению незамедлительной помощи населению». К началу марта наиболее «поражены продзатруднениями» оказались, по неполным данным, Днепропетровская (35 районов), Киевская области (27) и МАССР (9 из 9 районов), за ними шли Винницкая (20), Донецкая (29), Одесская (14) и Харьковская (5) области.
Голод и смертность от недоедания также отмечались в городах Киеве, Одессе, Виннице, Николаеве, Херсоне, Зиновьевске и многих других. В конце марта 1933 года в официальный список «поражённых» входили уже все 7 областей УССР и МАССР. Пик голода приходится на вторую половину марта — май 1933 года. На конец мая 1933 года в особенно тяжёлом положении среди всех областей находились Харьковская и Киевская области. К середине июня 1933 года массовый голод прекратился в южных регионах УССР, а к началу июля — в северных.
Аналогичная оценка длительности массового голода была основной до конца 1970-х годов в западной публицистике — для его описания использовался термин Famine-1933 (Голод-1933).

## Демографические изменения по Украинской ССР в межпереписной период 1927—1938
По результатам Всесоюзной переписи 17 декабря 1926 года, наличное население УССР (территория на момент переписи 451 584 км²) по состоянию на 1 января 1927 года насчитывало 29 043 тысяч человек. По результатам Всесоюзной переписи 17 января 1939 года (по состоянию на 1 января 1939 года) — 30 946 тыс. человек при территории 443 080 км², хотя по опубликованным в 1938 году данным её население должно было превышать 32 млн человек. Столь малый прирост населения за 12-летний период официально объяснялся значительным оттоком населения в новообразованные промышленные центры.
В начале 1930 года для доклада на сессии Международного статистического института ведущий украинский демограф и статистик М. Птуха сделал расчёты прогнозируемого населения УССР (в тогдашних границах) до 1960 года.
При расчётах он не учитывал влияние миграционных процессов в связи с невозможностью их моделирования.
| Год  | Население на 1 января (тыс. чел.) | Число рождений (тыс. чел.) | Число смертей (тыс. чел.) | Естественный прирост (тыс. чел.) |
| ---- | --------------------------------- | -------------------------- | ------------------------- | -------------------------------- |
| 1927 | 29 037                            | 1184                       | 583                       | 601                              |
| 1928 | 29 638                            | 1139                       | 586                       | 553                              |
| 1929 | 30 191                            | 1040                       | 579                       | 461                              |
| 1930 | 30 652                            | 1068                       | 583                       | 485                              |
| 1931 | 31 137                            | 1096                       | 592                       | 504                              |
| 1932 | 31 641                            | 1120                       | 604                       | 516                              |
| 1933 | 32 157                            | 1146                       | 614                       | 532                              |
| 1934 | 32 689                            | 1174                       | 628                       | 546                              |
| 1935 | 33 235                            | 1192                       | 641                       | 551                              |
| 1936 | 33 786                            | 1198                       | 651                       | 547                              |
| 1937 | 34 333                            | 1195                       | 660                       | 535                              |
| 1938 | 34 868                            | 1198                       | 669                       | 529                              |
| 1939 | 35 397                            | 1206                       | 678                       | 528                              |

Результаты учёта естественного движения населения УССР в межпереписной период приведены ниже. Следует учесть, что данные за 1933 год в разных архивных источниках различаются: так, в материалах к Всесоюзной переписи 6 января 1937 года указывалось, что «Украина дала в 1933 г. 1309 тыс. смертей, или почти на 641 тыс. больше 1932 г., рождений 358,9 тыс. против 782 в 1932 г.», а материалы «О состоянии учёта населения УССР» для 1933 года дают 470 685 рождений и 1 850 256 смертей.
Качество данных за 1930—1934 годы хуже, чем в последующие периоды, поскольку в декабре 1929 года произошла ликвидация — методом передачи в ГосПлан УССР — органов статистики, а в конце 1930 года регистрация актов гражданского состояния населения (в частности, смертей и рождений) была передана местным советам, которые не смогли организовать чёткий учёт в период административно-территориальных реформ 1930—1932 годов и в 1933—1934 годы.
| Год  | Число рождений (тыс. чел.) | Число смертей (без мертворождённых) (тыс. чел.) | Естественный прирост (тыс. чел.) |
| ---- | -------------------------- | ----------------------------------------------- | -------------------------------- |
| 1927 | 1184                       | 523                                             | 661                              |
| 1928 | 1139                       | 496                                             | 643                              |
| 1929 | 1081                       | 539                                             | 542                              |
| 1930 | 1023                       | 536                                             | 487                              |
| 1931 | 975                        | 515                                             | 460                              |
| 1932 | 782                        | 668                                             | 114                              |
| 1933 | 564                        | 2104                                            | −1540                            |
| 1934 | 551                        | 462                                             | 490                              |
| 1935 | 759                        | 342                                             | 417                              |
| 1936 | 893                        | 360                                             | 533                              |
| 1937 | 1214                       | 428                                             | 786                              |
| 1938 | 1114                       | 431                                             | 683                              |

Произведённый и опубликованный в 2003 году группой французских, российских и украинских демографов анализ межпереписной (1927—1938) ситуации в УССР (не учитывающий или не в полной мере учитывающий ряд факторов — миграцию, территориальные изменения, особенности учёта, наборы данных) дал такие результаты: вероятностный демографический дефицит 4,566 млн чел., из которого дефицит рождаемости составил 1,057 млн чел., 0,93 млн чел. — насильственная миграция (добровольная миграция, в связи с невозможностью моделирования, была признана равной нулю). Расчётная смертность для 1933 года оценена в 2,582 млн чел. — исходя из этого числа было сделано предположение, что количество смертей, превышающих средний показатель за последующие периоды (1934—1938), достигает 2,15 млн.
В работе российского историка Виктора Земскова «К вопросу о масштабах репрессий в СССР» приведены статистические данные ЦУНХУ Госплана СССР, согласно которым в 1932 году на Украине родилось 780 тыс. человек, а умерло 668 тыс., а в 1933 году родились 359 тысяч и умерли 1,3 млн. В связи с тем, что в обычные годы того периода рождаемость на Украине примерно вдвое превышала смертность, учёный сделал вывод, что приведённые цифры за 1932—1933 годы свидетельствуют о том, что на Украине в этот период разразилась «какая-то катастрофа». Как утверждает Земсков, эти данные заведомо неполные, так как «плохая работа ЗАГСов в тот период является достаточно известным для специалиста фактом», из-за которой недоучтённая смертность во всём СССР оценивалась «в около 1 млн человек». С. В. Кульчицкий («статистические органы должным образом выполняли свой профессиональный долг, фиксируя… потрясающие показатели смертности») и А. Шубин, напротив, считают данные ЗАГСов достоверными. Шубин, утверждая, что «ЗАГСы могли за 10 лет во всём СССР недоучесть около 300 тыс.», и «лишь часть… относится именно к Украине и именно к 1932—1933 гг., и именно к смерти от голода», оценивает жертвы Голодомора в 1-2 млн человек, если не учитывать смерти от остальных последствий коллективизации.
В 2013 году Институт демографии и социальных исследований имени М. В. Птухи НАН Украины провёл международную научную конференцию «Голод на Украине в первой половине XX столетия: причины и результаты (1921—1923, 1932—1933, 1946—1947)», где были опубликованы оценки демографических потерь в результате голода 1932—1933 годов: избыточное количество смертей населения Украины составило 3 917 800 человек, России — 3 264 600, Казахстана — 1 258 200, суммарно на всей территории СССР — 8 731 900. Относительные потери от голода 1932—1933 годов были наивысшими в Казахстане — 22,42 %, на Украине — 12,92 %, в России — 3,17 %, в среднем по СССР 5,42 %.

## Голод на Украине на фоне общей ситуации в СССР
В 1931 году в пяти регионах СССР — Западной Сибири, Казахстане, на Урале, на Средней и Нижней Волге — был неурожай вследствие засухи, что значительно сократило хлебные ресурсы страны. Ситуативная и некомпетентная политика в сельском хозяйстве, усиленный экспорт зерна урожая 1931 года сделали положение критическим. В 1932 году последовал ещё больший спад производства продуктов питания, прежде всего за счёт основных хлебопроизводящих районов СССР — зерновых районов УССР и Кубани. К началу осени 1932 года страна испытывала трудности с обеспечением городского населения продовольствием. К началу весны 1933 года в целом по стране ситуация с продовольствием была тяжёлой — перебои с продовольствием были даже в Москве и Ленинграде и в ряде военных округов РККА. Голодали Западная Сибирь, Урал, Средняя и Нижняя Волга, Центрально-Чернозёмный Округ. Ситуация на Украине, Северном Кавказе и Казахстане, однако, была самой тяжёлой.
Именно положение в УССР и Казахстане, в присущей тому времени манере, было отмечено на XVII съезде ВКП(б). Положение в УССР получило свой отдельный официальный термин — «Прорыв в сельском хозяйстве УССР», который существовал в советской научной литературе до начала 1950-х годов.

## Причины
Российские историки в основном придерживаются мнения, что Голодомор был организован Сталиным и его окружением как часть войны с советским крестьянством, в том числе и с украинским, в контексте сплошной коллективизации и голода в СССР начала 1930-х годов. Историки крестьянства В. П. Данилов и И. Е. Зеленин утверждают, что, сознательно или несознательно, но последовательные действия Сталина в 1932—1933 годах привели к «великому голоду»: в числе этих действий они называют «закон о трёх колосках», последовавшее заявление Сталина от 27 ноября, что тем крестьянам, которые «поддержали саботаж хлебозаготовок», следует ответить «сокрушительным ударом», и закрепление крестьян через введение паспортной системы 27 декабря и директивы от 22 января 1933 о запрете передвижение крестьян из Украины и Северного Кавказа в другие районы. А. В. Шубин отвергает мнение, что «террор массовым голодом являлся воспитательной мерой», но считает, что ответственность полностью лежит на Сталине и партийном руководстве, так как голод был вызван линией на форсированную, но при этом как можно более дешёвую, индустриализацию, выбранную в ходе внутрипартийной борьбы, из которой шла необходимость «продать сырьевую массу чуть ли не за одну неделю, пока цены не упали еще сильнее», и которая в итоге поставила ВКП(б) перед выбором: «либо — сколько-нибудь успешное завершение индустриального рывка, либо нехватка ресурсов и полный экономический распад… И, конечно, крах Сталина. Для того, чтобы закончить рывок, достроить хоть что-то, Сталину нужны были еще ресурсы, и он безжалостно забрал их у крестьян».
Западные историки занимают различные позиции относительно того, до какой степени Голодомор был вызван действиями правительства СССР. Норман Дэвис в своей работе «История Европы» объявляет Голодомор результатом целенаправленных действий советского руководства на уничтожение националистического движения и его классовой опоры — зажиточного крестьянства, а Норман Наймарк расценивает массовый голод на Украине как акт геноцида, указывая на то, что жителям охваченных голодом районов запрещали перебираться в города. Роберт Конквест уточняет, что, по его мнению, голод был вызван большевиками, действия которых приравнивает к террору, но голод не был сознательной целью их действий. Хироаки Куромия считает, что «хотя Сталин сознательно оставлял голодающих умирать, маловероятно, что он намеренно вызвал голод, унесший жизни миллионов людей» или «использовал голод как дешевую альтернативу депортации». Майкл Эллман писал, что часть смертей вызвана «экзогенными, не связанными с политикой факторами», такими как засуха 1931 года, а другая часть «непреднамеренными последствиями политики с другими целями», включая «дань модели быстрой индустриализации», а некоторая часть смертей была вызвана преднамеренно «политикой морения голодом 1932—1933 годов». Р. У. Дэвис и Стивен Уиткрофт считают, что характеризовать нежелательные последствия политики как «организованные» правительством неверно, и что Данилов и Зеленин «недооценивают роль климата и других естественных причин в неурожаях 1931 и 1932 годов и заблуждаются, полагая, что урожай 1932 года был средним, а не плохим»; они же отмечают, что действия Сталина были, помимо прочего, попыткой справиться и с внешними проблемами: необходимостью увеличения расходов на оборону из-за угрозы со стороны Японской империи, «изменением условий торговли в ущерб советскому сельскохозяйственному и другому экспорту» как следствием мирового кризиса, усилением нехватки продовольствия в городе «под воздействием притока рабочей силы в промышленность в 1931 году», а на неадекватность плана отчасти повлияли хорошие урожаи предыдущих лет. С другой стороны, они также возражают против позиции Марка Таугера, который, исходя из своей оценки урожая в 50 млн тонн при средней урожайности 5.2 центнера с гектара, называет голод «крупнейшим из серии стихийных бедствий»: по их мнению, оценка Таугера занижена, и в действительности он составлял между 55 и 60 млн тоннами, и не стоит преувеличивать роль естественных причин. Они также утверждают, что среди причин голода были и действия правительства СССР до 1931 года, и что Сталин был хорошо информирован о реальном положении дел в деревне.

### Политика правительства
Среди причин голода в СССР и, в частности, в УССР выделяют критическое состояние сельского хозяйства в 1931—1932 годах и, прежде всего, в его основных зернопроизводящих районах, при неадекватных или несвоевременных действиях руководства СССР и УССР. Эти факторы находят своё подтверждение также в публикациях, изданных непосредственно сразу после произошедшего. Основными среди них указываются:
- конфискация всех продуктов питания у крестьян;
- отсутствие адекватной помощи со стороны государства и непринятие иностранной помощи.
- повторный значительный неурожай в СССР и УССР;
- катастрофическое положение сельского хозяйства и, в особенности, животноводства в УССР;
- пассивные и активные действия крестьянства;
- отсутствие полной объективной и своевременной информации о состоянии дел на местах;
- несостоятельность системы планирования, учёта и контроля;
- неэффективность системы снабжения и распределения[64][65].

Наибольшее количество работ, опубликованных при поддержке как украинской диаспоры, так и непосредственно на Украине, исходят из умышленной организации голода руководством СССР и УССР с целью ликвидации национального начала украинской нации — так называемое «успокоение голодом». Причинами же голода 1933 года и массовой смертности от него, согласно этому подходу, преимущественно указываются:
- умышленный подрыв сельского хозяйства Украины путём насильственной коллективизации и конфискации имущества крестьян;
- нереальные (значительно завышенные) планы хлебозаготовок для УССР в 1932 году;
- изъятие всех продуктов питания у большинства украинских крестьян (натуральные штрафы) и изоляция голодающих посредством административных, законодательных и репрессивных мер: «чёрные доски», Закон о колосках, введение паспортной системы, запрет на выезд в соседние «сытые» республики (на основе Постановления от 22 января 1933), запрет на ввоз продуктов, окружение войсками «сытых городов» от голодной деревни;
- отсутствие помощи голодающим (или крайне малая помощь, предоставленная лишь летом 1933 года) при наличии возможностей её предоставить (громадные резервы, экспорт миллионов тонн во время голода и т. д.);
- предотвращение возможности предоставления иностранной продовольственной помощи посредством информационной блокады;
- введение в руководство УССР «сатрапов Сталина» для усиления голода[66].

Идеи «успокоения голодом» придерживается украинский историк C. В. Кульчицкий, также считающий Голодомор геноцидом: «Когда у крестьян, не имевших хлеба, забирали горох и сухофрукты, оставляя их в январе 1933 г. без продовольственных запасов до предстоящего урожая, это могло означать только одно: государство не хлеб заготовляло, а наносило по сельской местности превентивный удар, стремясь при помощи репрессий избежать ситуации, возникшей в январе-феврале 1930 г. Опыт 1921 г. показывал, что голодающее село не способно к возмущению». Шубин возражает, что сухофрукты также рассматривались как пропитание для рабочих «строек Пятилетки», а опыт восстаний 1921 года и введения НЭПа как раз показывал, что голодное население более склонно к повстанчеству: «но в 1933 г. изъятие продовольствия могло быть и не только репрессией, а конвульсивной попыткой местных руководителей отчитаться по валовым показателям».

#### Коллективизация
Как пишет исследователь голода Наталья Науменко, падение сельскохозяйственного производства в организованных в ходе коллективизации коллективных хозяйствах вызвало до 52% жертв из всей избыточной смертности в ходе голодомора в Украине.

## Снабжение, распределение и спекуляция продовольственными товарами
В резолюции Пленума ЦК ВКП(б) от 10 июля 1928 года «Политика хлебозаготовок в связи с общим хозяйственным положением» указывалось:
7. «Правильная организация дела снабжения хлебом, не допускающая перерасходов сверх установленных планов и возлагающая ответственность за снабжение потребителей на местный товарооборот и местных заготовителей».
Снижение доступных государству хлебных и товарных ресурсов и спекулятивного предложения на рынке выразились в ведении снабжения по заборным книжкам (карточкам). Введение карточной системы во 2-м квартале 1928 года в Одессе и позднее в Мариуполе, Херсоне, Киеве, Днепропетровске (в то время Днепрельстане) и Харькове не привело к значительному улучшению ситуации — спекулятивные элементы использовали схемы нивелирующие административные преграды спекуляции.

### Статистика ГПУ и НКЮ УССР по делам в связи с хлебозаготовками
Всего за август — ноябрь 1932 года органами ГПУ было привлечено к ответственности, в связи с хлебозаготовками, 21 197 человек, из них:
- в августе — 1491;
- в сентябре — 2526;
- в октябре — 2850;
- в ноябре — 14 230.

Основные обвинения, которые им предъявлялись:
- хищения, разбазаривание и утаивание хлеба;
- агитация против хлебозаготовок;
- спекуляция хлебом;
- сопротивление вывозу хлеба;
- террор и поджоги;
- вредительство в колхозах и совхозах.

Из общего числа привлечённых было осуждено Судебной тройкой и Особым совещанием при Коллегии ГПУ УССР 1108 человек, из них:
- приговорено к высшей мере социальной защиты (смертной казни) — 31;
- осуждено на 10 лет лагерей — 116;
- на 5 лет лагерей — 419;
- на 3 года лагерей — 92;
- сослано — 443.

Органами НКЮ было осуждено за агитацию 496 чел., за спекуляцию хлебом — 466, за хищение, разбазаривание и утаивание хлеба — 146.
Органами милиции за август — ноябрь 1932 года, в связи с хлебозаготовками, было привлечено 12 896 человек, из них:
- за хищения, разбазаривание и утайку хлеба — 10 863;
- за спекуляцию хлебом — 2033.

За первую половину декабря 1932 года было осуждено Судебной тройкой и Особым совещанием при Коллегии ГПУ УССР 628 человек за агитацию против хлебозаготовок, хищения, разбазаривание и утаивание хлеба, спекуляцию. Из них:
- приговорено к высшей мере социальной защиты (смертной казни) — 15;
- осуждено на 10 лет лагерей — 87;
- на 5 лет лагерей — 133;
- на 3 года лагерей — 113;
- сослано — 244.

На 1 декабря 1932 года в производстве областных отделов ГПУ УССР по операции состояло 5387 дел, по которым 8034 человек было арестовано. В течение декабря было заведено 8876 новых дел, арестовано 15 619 человек. Из 5728 дел, законченных в течение декабря, 3866 дел было передано в суд, 1187 — в Особое совещание и Судебную тройку, 668 прекращено.
Из числа дел, переданных в общие суды Наркомюста за декабрь, было рассмотрено 2177 дел на 3574 человека, из них 194 чел. было осуждено на смертную казнь, 2851 чел. приговорён к различным срокам лишения свободы, 399 чел. приговорено к другим мерам социальной защиты, 130 чел. оправдано.
Судебной Тройкой и Особым Совещанием при Коллегии ГПУ УССР за декабрь было рассмотрено дел на 2515 чел., в отношении которых вынесены следующие решения: 122 чел. осуждено на смертную казнь; 334 чел. на 5-10 лет лагерей; 1146 на 3-5 лет лагерей; 797 сослано и выслано; 116 наказано условно или оправдано.
За первые 20 дней 1933 года по Наркомюсту (без Винницкой области) было осуждено:
- за несдачу хлеба — 1306 человек (1276 — на срок от 3 лет, 30 — исправработы);
- за расхищение хлеба — 965 человек (911 — на срок от 3 лет, 54 — исправработы);
- за мерчук (за 15 дней) — 124;
- за спекуляцию — 211.

За контрреволюционный саботаж (по 122 районам) было осуждено 419 чел., из них:
- глав колхозов — 71;
- членов управ — 71;
- кладовщиков — 56;
- завхозов — 27;
- учётчиков — 38. Из общего числа 20 чел. были приговорены к смертной казни, 343 — к различным срокам лишения свободы (60 % — более 5 лет); 56 — к исправительным работам.

За ноябрь 1932 — январь 1933 года органы ГПУ доложили о раскрытии и ликвидации 1208 внутриколхозных организованных контрреволюционных групп, занимавшихся антисоветской и контрреволюционной деятельностью, хищением и разбазариванием хлеба и прочей социалистической собственности, саботажем хлебозаготовок, вредительством в колхозах, сопротивлением хлебозаготовкам.
C начала ноября 1932 года до 25 января 1933 года в сельской местности было арестовано 37 797 человек (из них 15 312 — по единоличному сектору и 15 449 — по колхозному и совхозному), из их числа председателей колхозов, бухгалтеров, счетоводов, кладовщиков, членов правления и прочих руководящего звена — 10210, рядовых членов колхозов — 7906, середняков — 8187, кулаков — 5825. Всего рассмотрено дел на 12 076 обвиняемых, из них 719 приговорено к смертной казни, 8003 — к лишению свободы, 2533 — к высылке, 281 — к принудительным работам.
В результате совместных действий милиции и ГПУ в декабре 1932 — январе 1933 года было изъято у спекулянтов, перекупщиков, из ям и в результате переобмолота отходов 1718,5 тыс. пудов зерна и хлеба.

### Экспорт зерновых
Экспорт зерновых из СССР (тонн):
Зерновые
- 1930 год — 4 846 024
- 1931 год — 5 182 835
- 1932 год — 1 819 114 (с конца апреля зерновые также импортировались — ок. 157 000)
- 1933 год — 1 771 364 (первое полугодие 1933—220 000[74], с конца марта зерно импортировалось[75])
- 1934 год — 841 000
- 1935 год — 1 595 000

В том числе пшеница
- 1930 год — 2 530 953
- 1931 год — 2 498 958
- 1932 год — 550 917
- 1933 год — 748 248[76]

В августе 1932 года из плановых 190 тыс. тонн УССР было отгружено только 20 тысяч тонн.
19 октября 1932 года вышло постановление Политбюро ЦК ВКП(б) о сокращении экспорта хлеба из урожая 1932 года с 165 до 115 млн пудов.
На 22 октября 1932 года Украиной было отгружено 40 тыс. тонн: пшеницы — 40 % от задания, ячменя — 20 % от задания, кукурузы — 20 % плана, вики — 30 %, проса — 9 %, гороха — 30 %, чечевицы — 20 % плана.
На 7 декабря 1932 года, по данным Заготзерна Экспортхлеба, УССР выполнила задание на 110 % (по культурам: пшеница — 23 758 тонн (95 %), ячмень — 38 819 тонн (111 %), кукуруза — 36 920 тонн (121 %)).
Через коммерческие порты УССР в 1932 году было экспортировано (в тыс. тонн): 1004,8 зерновых грузов. В 1933 году (в тыс. тонн) — 809,6 зерновых грузов; 3,5 мяса; 0,4 масла, 2,5 рыбы.
Через коммерческие порты УССР было импортировано (тыс. тонн): в 1932 — не более чем 67,2 зерновых и хлебных грузов; в 1933 — 8,6 зерна.
Получено из других портов СССР (тыс. тонн): в 1932—173,3 зерновых грузов, 31,5 рыбы и не более 177 мяса и масла; в 1933—245,3 зерновых грузов, 0,1 мяса, 0,9 масла, 34,3 рыбы.
31 марта 1933 года экспорт зерновых урожая 1932 года постановлением Политбюро ЦК ВКП(б) был прекращён.

## Предание гласности информации о массовом голоде на Украине

### Публикации 1930-х годов
В книгах ЗАГСов в 1933 году было негласно запрещено указывать в качестве причины смерти «голод» (использовались различные обходные формулировки). Курман М. В. отмечает, что «по ряду сельсоветов обследователями установлено наличие негласных указаний, чтобы в случае заявления родственников умершего о том, что причиной смерти был голод, писать „истощение“ (Республика немцев Поволжья), либо „не известно“ (Украина)»[нужен вторичный источник].
Предание гласности информации о голоде расценивалось сталинским руководством как «подрывная деятельность» и сурово наказывалось.

#### Великобритания и англоязычные страны
Находившийся с официальной поездкой в СССР британский корреспондент Гарет Джонс ускользнул от внимания властей и отправился на Украину, где вёл дневник о своих наблюдениях о голоде в сельской местности. По возвращении в Берлин в марте 1933 года, Джонс выпустил пресс-релиз, опубликованный многими газетами, включая The Manchester Guardian и New York Evening Post. В статье Джонс приводит свои дневниковые записи:

Я прошёл по селам двенадцати колхозов. Везде раздавался плач: «У нас нет хлеба, мы умираем». Этот плач раздавался во всех частях России: на Волге, в Сибири, в Белоруссии, на Северном Кавказе и в Центральной Азии. Я прошёл по селам чернозёмного пояса, поскольку в прошлом это были наиболее продуктивные сельхозрайоны России, а также потому, что [иностранным] корреспондентам запрещалось посещать их.
Оригинальный текст (англ.)
I walked along through villages and twelve collective farms. Everywhere was the cry, 'There is no bread. We are dying'. This cry came from every part of Russia, from the Volga, Siberia, Belorussia, the North Caucasus, and Central Asia. I tramped through the black earth region because that was once the richest farmland in Russia and because the correspondents have been forbidden to go there to see for themselves what is happening.
13 апреля 1933 года в газете «Financial Times» Джонс публикует статью, где утверждает, что по его мнению основной причиной массового голода весной 1933 стала коллективизация сельского хозяйства, которая привела к следующим последствиям:
- изъятие земли у более чем двух третей российского крестьянства лишило его стимулов к труду; кроме того, в предыдущем (1932) году у крестьян был насильственным путём изъят практически весь собранный урожай;
- массовый убой крестьянами скота из-за нежелания отдавать его на колхозные фермы, массовая гибель лошадей из-за нехватки фуража, массовая гибель скота из-за эпизоотий, холода и бескормицы на колхозных фермах катастрофически снизили поголовье скота по всей стране;
- борьба с кулачеством, в ходе которой «6—7 млн лучших работников» были согнаны со своих земель, нанесла удар по трудовому потенциалу государства;
- увеличение экспорта продовольствия из-за снижения мировых цен на основные экспортные товары (лес, зерно, нефть, масло и т. д.)[79].

Сотрудничавший с Джонсом Малькольм Маггеридж из газеты The Manchester Guardian также опубликовал несколько репортажей под псевдонимами. Вернувшись в Великобританию из СССР, он уже открыто писал о голоде под своим именем.
Ряд репортажей о голоде выпустила канадская журналистка Риа Клаймен.

#### Германия и немецкоязычные страны
Впервые фотографии жертв массового голода на Украине были опубликованы в 1933 году, в книге немецкого автора Лаубенхаймера «Советский Союз на грани!» (нем. Die Sowjetunion am Abgrund! Dr.-Ing. A. Laubenheimer). В 1946 году эта книга была запрещена в советской зоне оккупации Германии как издание, содержащее антисемитскую пропаганду.
В 1935 году Эвальд Амменде опубликовал книгу «Должна ли голодать Россия?», где без указания авторства были помещены фотографии Александра Винербергера. В 1939 году в Австрии, вышла собственная книга воспоминаний Винербергера со свидетельствами о голоде.

### Военный период
В 1942—1943 годах в оккупационной газете «Новая Украина» исследования голода 1932—1933 годов с опорой на статистику советских переписей опубликовал агроном Степан Сосновый. В послевоенный период брошюра со сборником его статей неоднократно перепечатывалась в украинской диаспоре, в том числе на английском языке.

### «Холодная война»
Ведущую роль в широком обсуждении массового голода на Украине сыграла украинская диаспора Канады и США. Большой общественный резонанс в начале 1980-х получили проводившиеся украинской диаспорой мероприятия, связанные с 50-летней годовщиной голода на Украине.
Введение вопроса в научный оборот и политику связывается с именами Роберта Конквеста и Джеймса Мейса.
12 октября 1984 года президент Рональд Рейган подписал закон о создании комиссии, призванной «осуществить изучение голода 1932—1933 годов на Украине, чтобы распространить по всему миру знания о голоде и обеспечить лучшее понимание американской общественностью советской системы с целью выявления в ней роли Советов в создании голода на Украине». Состав комиссии, правда, был сокращён до 15 человек, мандат ограничен двумя годами, а ассигнования снижены до 400 тысяч долларов. В состав комиссии вошли два сенатора, четыре конгрессмена, три представителя исполнительной власти и шесть представителей украинской общественности. Руководителем комиссии был назначен Джеймс Мейс. Комиссия пришла к выводу, что жертвы массового голода были «заморены до смерти рукотворным голодом» и что «Сталин и его окружение совершили геноцид против украинцев в 1932—1933 годах».
Руководство УССР после того, как стало известно о создании американской комиссии, решило создать свою комиссию. Одним из её членов был С. В. Кульчицкий, историк с экономическим образованием. Комиссия осудила предвзятость подхода американских коллег. Как отмечал С. В. Кульчицкий, «Едва ли можно утверждать, что в национальной политике в СССР не было ошибок или отклонений. Имели место серьёзнейшие, широкомасштабные и трагические ошибки. Однако, несмотря на это, все попытки выделить страдания украинского народа путём затушёвывания или преуменьшения тягот, выпавших на долю других наций (а именно этот способ избирается украинскими националистами, особенно когда речь заходит о русских), несут на себе отпечаток недостатка сознательности со стороны исследователей, а также их очевидной склонности к фальсификации».
После оглашения итогов работы комиссии, как неоднократно жаловался Мейс, перед ним закрылись двери академических институтов США.
Международная Комиссия по расследованию голода, созданная в 1988 году по инициативе «Всемирного конгресса свободных украинцев», не нашла подтверждения предположению, что голод 1932—1933 годов был специально организован с целью уничтожить украинскую нацию
В начале периода демократических преобразований в СССР — перестройки и гласности — в конце 1987 года первый секретарь ЦК КПУ В. В. Щербицкий признал голод в Украине в начале 1930-х годов. Упоминание не было первым официальным признанием голода в СССР, однако указывало на серьёзную смену отношения к голоду в СССР. Дискуссия сместилась с вопроса о существовании голода к вопросу о его причинах.
Через два месяца, 18 февраля 1988 года, газета «Литературная Украина» опубликовала выступление писателя Алексея Мусиенко на собрании парторганизации киевского отделения СП УССР, где он возложил вину за массовый голод на Украине на Сталина, жёстко требовавшего неукоснительного выполнения плана хлебозаготовок. Как отмечает Кульчицкий, именно Мусиенко впервые ввёл в оборот термин «голодомор» применительно к голоду на Украине.
В начале июля 1988 года на XIX конференции КПСС в Москве выступил Борис Олейник. Остановившись на сталинском терроре 1937 года, он совершенно неожиданно для присутствующих завершил эту тему так:

А поскольку в нашей республике гонения начались задолго до 1937-го, надо выяснить ещё и причины голода 1933-го, который лишил жизни миллионы украинцев, назвать поимённо тех, по чьей вине произошла эта трагедия.

### Ошибки и возможные фальсификации
Существуют публикации, достоверность которых оспаривается. Одним примером такого рода может служить «карта смертности» на Украине, опубликованная в США в 1988 году.
Публикация этих фотографий продолжается до сих пор. Например, «Истоки зла. Тайна коммунизма» и IPV News USA. Первоисточник этой фотографии размещён в Альбоме иллюстраций «La famine en Russie», изданном в Женеве в 1922 году на французском и русском языке.

## Тема голодомора в политике Украины (1990—2010-е годы)
С 2003 года представительные органы ряда стран начали принимать документы различного правового характера, в которых умышленно организованный сталинским режимом голод на Украине, в результате которого погибло более 7 миллионов этнических украинцев, приравнивался к геноциду (Famine-Genocide, Famine/Genocide).
В 2006 году Верховная рада Украины приняла закон, квалифицирующий голод 1932—1933 годов как геноцид украинского народа.
Тогда же СБУ опубликовала в интернете 5 тысяч страниц документов ГПУ, относящихся к периоду массового голода 1932—1933 годов.
22 мая 2009 года Главным следственным управлением Службы безопасности Украины было возбуждено уголовное дело по признакам преступления, предусмотренного ч. 1 ст. 442 Уголовного кодекса Украины по факту совершения должностными лицами геноцида на Украине в 1932—1933 годах, вследствие чего погибли миллионы граждан. В основание уголовного дела были положены материалы архивов, многочисленных показаний свидетелей событий 1932—1933 годов а также материалы уголовных дел, открытых в областях Украины, наиболее пострадавших от массового голода. По окончании следствия, 31 декабря 2009 года, уголовное дело было передано в Апелляционный суд города Киева где оно было принято к рассмотрению. Суду были предъявлены 253 тома собранных доказательств.
13 января 2010 года Апелляционный суд города Киева признал руководителей советского государства виновными в геноциде на Украине в 1932—1933 годах. Суд подтвердил выводы следователей СБУ об организации на территории УССР геноцида украинской национальной группы, то есть искусственного создания жизненных условий, рассчитанных на её частичное физическое уничтожение. Суд констатировал, что Сталин (Джугашвили), Молотов (Скрябин), Каганович, Постышев, Косиор, Чубарь и Хатаевич совершили преступление геноцида, предусмотренное ч. 1 ст. 442 Уголовного кодекса Украины (геноцид), и закрыл уголовное дело на основании п. 8 ч. 1 ст. 6 УПК Украины, в связи с их смертью.
27 апреля 2010 года новый президент Украины Виктор Янукович заявил, что массовый голод в 1930-х годах был не геноцидом украинцев, а последствием сталинского тоталитарного режима, как и голод в России, Белоруссии и Казахстане. В июле того же года губернатор Днепропетровской области Александр Вилкул назвал массовый голод 1930-х годов социоцидом (истреблением определённых социальных групп населения).

## Международная научная и правовая оценка
По состоянию на 24 сентября 2024 года массовый голод 1932—1933 годов в Украинской ССР актом геноцида признали 32 государства (в хронологическом порядке):
- Эстония — заявление Рийгикогу от 20.10.1993[104].
- Австралия — резолюция Сената от 28.10.1993; резолюция Сената от 31.10.2003; заявление Палаты представителей от 22.02.2008[104].
- Украина — обращение Верховной Рады от 15.05.2003[105]; закон Верховной Рады от 28.11.2006[106]
- Канада — резолюция Сената от 20.06.2003; акт Палаты общин от 28.05.2008[104].
- Венгрия — постановление Национального собрания от 26.11.2003[104].
- Италия — резолюция Палаты депутатов Парламента от 24.02.2004[107]; резолюция Сената Парламента от 26.07.2023[108].
- Ватикан — компендиум социальной доктрины Церкви от 02.04.2004[104][109].
- Литва — заявление Сейма от 24.11.2005[104].
- Грузия — документ Парламента от 20.12.2005[104].
- Польша — постановление Сената от 16.03.2006; закон Сейма от 4.12.2006[104].
- Перу — резолюция Конгресса от 19.06.2007[104].
- Бразилия — решение Комиссии по правам человека и меньшинств Национального конгресса от 19.09.2007[110]; решение Комиссии по вопросам образования и культуры Палаты депутатов Национального конгресса от 19.09.2009[111]; закон Федерального сената от 26.04.2022[112].
- Парагвай — декларация Сената от 25.10.2007[104].
- Эквадор — декларация Сената от 30.10.2007[104].
- Колумбия — резолюция Палаты представителей от 21.12.2007[104].
- Мексика — постановление Палаты депутатов от 19.02.2008[104].
- Латвия — декларация Саэйма от 13.03.2008[104].
- Португалия — резолюция Ассамблеи Республики от 03.03.2017[113][114].
- США — резолюция Сената от 03.10.2018[115]; резолюция Палаты представителей от 12.12.2018[116].
- Чехия — декларация Палаты депутатов от 06.04.2022[117]; резолюция Сената от 14.12.2022[118].
- Молдова — декларация Парламента от 24.11.2022[119].
- Ирландия — резолюция Сенад Эрен от 24.11.2022[120].
- Германия — резолюция Бундестага от 30.11.2022[121].
- Болгария — резолюция Народного собрания от 01.02.2023[122][123].
- Бельгия — резолюция Палаты представителей от 10.03.2023[124].
- Исландия — резолюция Альтинга от 23.03.2023[125].
- Франция — резолюция Национального собрания от 27.03.2023[126].
- Словения — декларация Парламента от 23.05.2023[127].
- Великобритания — резолюция Палаты общин Парламента от 25.05.2023[128].
- Люксембург — резолюция Палаты депутатов от 13.06.2023[129].
- Словакия — резолюция Национального совета от 20.06.2023[130].
- Хорватия — декларация Сабора от 28.06.2023[131].
- Нидерланды — документ Палаты представителей Генеральных штатов от 7.07.2023[132].
- Швейцария — декларация Национального совета от 24.09.2024[133].

На уровне международных организаций массовый голод 1932—1933 годов в Украинской ССР геноцидом признала Балтийская ассамблея в своём заявлении от 24.11.2007, Европейский союз в резолюции Европейского парламента от 15.12.2022 и Совет Европы в резолюции Парламентской ассамблеи от 12.10.2023. Также актом геноцида массовый голод 1932—1933 годов в Украинской ССР в своём послании от 16.12.2003 признал гендиректор ЮНЕСКО Коитиро Мацуура и Комитет по парламентскому сотрудничеству между Украиной и Европейским союзом в совместной декларации от 14.11.2013.
В ряде стран массовый голод 1932—1933 годов в Украинской ССР был признан геноцидом на региональном и муниципальном уровне:
- В Австралии: Новый Южный Уэльс (2003)[104]; Виктория (2008)[104];
- В Испании: Страна Басков (2003)[104]; Балеарские острова (2007)[104]; Каталония (2007/2008)[104]; Эсплугес-де-Льобрегат (2007)[104]; Таррагона (2008)[104]; Торревьеха (2009)[140]; Санта-Сусанна (2009)[111]; Валенсия (2019)[141];
- В США: город Нью-Йорк (2005)[142], штаты Нью-Джерси (2008)[143], Вашингтон (2017)[144], Орегон (2017)[145], Висконсин (2017)[146], Мичиган (2017)[147]; Нью-Йорк (2017[111]/2018[148]); Иллинойс (2017)[111]; Калифорния (2017)[111]; Пенсильвания (2017)[149]; Массачусетс (2018)[150]; Канзас (2018)[151]; Миссури (2018)[152]; Огайо (2018)[153]; Юта (2018)[154]; города Остин (2018)[155]; Филадельфия (2018)[156]; штаты Виргиния (2018)[157]; Орегон (2018)[158]; Северная Каролина (2018)[159]; Коннектикут (2018)[160]; Род-Айленд (2018)[161]; Луизиана (2019)[162]; город Сан-Антонио (2020)[163]; штат Техас (2021)[164];
- В Аргентине: Бериссо (2007)[104]; Буэнос-Айрес (2007)[104]; Мисьонес (2007)[104]; Апостолес (2007)[104]; Чако (2007)[104];
- В Бразилии: Парана (2007)[104]; Куритиба (2008)[104]; Прудентополис (2008)[104]; Рио-де-Жанейро (2008)[104]; Прудентополис (2008)[111];Ирати (2009)[111]; Кампу-Моран (2009)[111]; Антониу-Олинту (2017)[111]; Лондрина (2017)[111]; Маринга (2019)[165];
- В Италии: Рим (2007)[104]; Сицилия (2007)[104];
- В Канаде: Манитоба (2007)[104]; Альберта (2008)[104]; Саскачеван (2008)[104]; Онтарио (2009)[104]; Квебек (2010)[166]; Британская Колумбия (2019)[167];
- В Великобритании: Китли (2008)[104]; Рочдейл (2008)[168]; Эдинбург (2008)[104]; Дерби (2008/2009)[111]; Хаддерсфилд (2008/2009)[111]; Брэдфорд (2009)[169]; Болтон (2009)[168]; Кёрклис (2009)[169]; Уэльс (2023)[170];
- В Португалии: муниципалитеты Грандола (2008)[104][111][171]; Лагуш (2008)[111]; Абрантиш (2009)[104][111]; Агеда (2009)[111]; Алканена (2009)[111][172]; Брага (2018)[173];

Массовый голод 1932—1933 годов в Украинской ССР был признан геноцидом рядом религиозных организаций:
- Католическая церковь — компендиум социальной доктрины Церкви от 02.04.2004[104].
  - Украинская грекокатолическая церковь — совместное обращение патриарха Киевского и всея Руси-Украины Филарета, верховного архиепископа Киево-Галицкого Любомира и главы Конференции римско-католических епископов Украины кардинала Мариана Яворского от 16.11.2006[174][175]
- Украинская православная церковь в составе Московского патриархата — обращение митрополита Киевского и всея Украины Владимира от 26.11.2005[107]; обращение Священного синода Украинской православной церкви от 11.11.2008[176][177]
- Украинская православная церковь Киевского патриархата — совместное обращение патриарха Киевского и всея Руси-Украины Филарета, верховного архиепископа Киево-Галицкого Любомира и главы Конференции римско-католических епископов Украины кардинала Мариана Яворского от 16.11.2006[174]; обращение Патриарха Киевского и всея Руси-Украины Филарета от 14.11.2008[178]
- Украинская автокефальная православная церковь — обращение членов Всеукраинского совета церквей и религиозных организаций от 23.11.2007[179]
- Всеукраинский союз церквей евангельских христиан-баптистов — обращение членов Всеукраинского совета церквей и религиозных организаций от 23.11.2007[179]
- Церковь христиан веры евангельской Украины — обращение членов Всеукраинского совета церквей и религиозных организаций от 23.11.2007[179]
- Украинская христианская евангельская церковь[укр.] — обращение членов Всеукраинского совета церквей и религиозных организаций от 23.11.2007[179]
- Немецкая евангелическо-лютеранская церковь Украины — обращение членов Всеукраинского совета церквей и религиозных организаций от 23.11.2007[179]
- Союз свободных церквей христиан евангельской веры Украины — обращение членов Всеукраинского совета церквей и религиозных организаций от 23.11.2007[179]
- Объединение иудейских религиозных организаций Украины — обращение членов Всеукраинского совета церквей и религиозных организаций от 23.11.2007[179]
- Духовное управление мусульман Украины — обращение членов Всеукраинского совета церквей и религиозных организаций от 23.11.2007[179]
- Духовное управление мусульман Крыма — обращение членов Всеукраинского совета церквей и религиозных организаций от 23.11.2007[179]
- Украинское библейское общество[укр.] — обращение членов Всеукраинского совета церквей и религиозных организаций от 23.11.2007[179]
- Константинопольская православная церковь — послание Вселенского патриарха Варфоломея I от 20.11.2008[104].
  - Украинская православная церковь в Канаде — пастырское послание украинской католической и украинской православной иерархии Соединённых Штатов и Канады от 08.11.2010[180]
  - Украинская православная церковь в США — пастырское послание украинской католической и украинской православной иерархии Соединённых Штатов и Канады от 08.11.2010[180]
- Украинская лютеранская церковь — обращение глав христианских церквей Украины по поводу почтения памяти жертв голодомора 1932—1933 годов от 21.11.2008[181]
- Духовное управление мусульман Украины «Умма» — обращение муфтия Саида Исмагилова от 29.11.2019[182]
- Православная церковь Украины — проповедь митрополита Киевского и всея Украины Епифания от 29.11.2020[183]

Также массовый голод 1932—1933 годов в Украинской ССР геноцидом признали:
- Этнокультурный совет Канады — резолюция от 28.06.2003[184]
- Всемирный конгресс украинцев — заявление от 21.10.2007[185]
- Меджлис крымскотатарского народа — обращение председателя Мустафы Джемилева от 20.11.2007[186]
- Европейский студенческий союз[англ.] — заявление правления от 11.05.2008[187].
- Правительство независимого Татарстана в изгнании — обращение Правительства от 14.05.2019[188].
- Координационный совет белорусской оппозиции — резолюция Объединённого переходного кабинета от 24.11.2022[189].
- Правительство Чеченской Республики Ичкерия в изгнании — постановление Президиума Правительства от 26.11.2022[190].

Квалифицировали массовый голод 1932—1933 годов в Украинской ССР как геноцид:
- США — выводы комиссии правительства от 19.04.1988; резолюция Палаты представителей от 21.10.2003; резолюция Конгресса от 13.10.2006; резолюция Палаты представителей от 23.09.2008[104].

Признали массовый голод 1932—1933 годов в Украинской ССР преступлением против человечности:
- Европейский союз — резолюция Европейского парламента от 23.10.2008[104].
- Совет Европы — резолюция Парламентской ассамблеи от 28.04.2010[191][192].
- Румыния — декларация Парламента от 23.11.2022[193].

Осудили массовый голод 1932—1933 годов в Украинской ССР и почтили память его жертв в иных формах:
- Центральный комитет Коммунистической партии Украины постановлением от 26 января 1990 года признал массовый голод 1932—1933 годов в Украинской ССР настоящей трагедией народа, ставшей последствием преступного курса Сталина и его ближайшего окружения (Молотов, Каганович) по отношению к крестьянству[138].
- 23 сентября 2003 года Сенат Аргентины признал, что массовый голод был организован тоталитарным советским режимом, а 7 ноября 2007 года почтил память миллионов детей, женщин и мужчин, потерявших жизнь в результате умышленного лишения продуктов питания, которое привело к массовому голоду на Украине в 1932—1933 годах. 26 декабря того же года их память почтила и палата депутатов[104].
  - В 2007 году память жертв массового голода почтили городской совет (резолюция от 14.11.2007) и мэр (распоряжение от 30.11.2007) города Коронель-ду-Грати в Аргентине[104].
- 7 ноября 2003 года было принято совместное заявление государств — членов ООН по случаю 70-й годовщины массовый голод в Украинской ССР 1932—1933 годов, в нём, в частности, говорилось:

В бывшем Советском Союзе миллионы мужчин, женщин и детей стали жертвами жестоких действий и политики тоталитарного режима. Голодомор — Великий голод 1932—1933 годов на Украине унёс жизни от 7 до 10 миллионов ни в чём не виновных людей и стал национальной трагедией для украинского народа. В этой связи мы принимаем к сведению мероприятия по случаю семидесятой годовщины голода, в частности мероприятия, организованные правительством Украины…

Выражая сочувствие жертвам Великого голода, мы призываем все государства-члены, Организацию Объединённых Наций и её специализированные учреждения, международные и региональные организации, а также неправительственные организации, фонды и ассоциации отдать дань памяти тем, кто погиб в этот трагический период истории…
- Папа Римский Иоанн Павел II в своём послании от 23 ноября 2003 года назвал массовый голод в Украинской ССР 1932—1933 годов ужасным замыслом, осуществлённым с холодным расчётом власть имущими той эпохи и отметил, что опыт этой трагедии должен сегодня управлять чувствами и деятельностью украинского народа на пути к согласию и сотрудничеству. «Надо приложить усилия к искреннему и действенному примирению: именно таким способом можно почтить жертвы, которые принадлежат всему украинскому народу» — заявил в своём послании Иоанн Павел II. 21 ноября 2007 года своим посланием почтил память жертв Голодомора и Бенедикт XVI[104].
- 26 января 2006 года Парламентская ассамблея Совета Европы осудила голодомор как преступление коммунистического режима[138].
- 30 мая 2007 года Конгресс депутатов Королевства Испания принял предложение незаконодательного характера, в котором утвердил, что помнит про тоталитарную брутальность сталинского режима, который презирал права человека и привёл к миллионам жертв[104].
- 1 ноября 2007 года Генеральная конференция ЮНЕСКО приняла резолюцию, в которой «помня Великий Голод (Голодомор), который отнял безвинные жизни миллионов украинцев в 1932—1933 годах… выражает сочувствие жертвам Великого Голода (Голодомора) 1932—1933 годов на Украине…»[195].
- 13 ноября 2007 года Палата депутатов Республики Чили принял декларацию, в которой говорилось следующее:

В 2007 году исполняется 75-я годовщина Голодомора на Украине, беды, которая привела к смерти миллионов безвинных мужчин, женщин и детей
- 30 ноября 2007 года ОБСЕ в общем заявлении государств-участников признал, что массовый голод в Украинской ССР 1932—1933 годов возник вследствие жестоких действий и политики тоталитарного сталинского режима и забрал невинные жизни миллионов украинцев. Также в заявлении выражалось почтение памяти жертв этой национальной трагедии украинского народа. 3 июля 2008 года Парламентская ассамблея ОБСЕ приняла резолюцию, в которой отдала дань памяти безвинным жизням миллионов украинцев, погибших во время голодомора 1932—1933 годов вследствие массового голода, вызванного жестокими умышленными действиями и политикой сталинского режима. В этой же резолюции ПА ОБСЕ решительно предлагает всем парламентам принять меры по признанию голодомора[104].
- 30 ноября 2007 года Палата депутатов Парламента Чешской Республики приняла постановление о признании голодомора 1932—1933 годов трагедией украинского народа. В частности, в данном документе указано, что эту трагедию умышленно и целенаправленно учинил преступный тоталитарный сталинский режим для того, чтобы сломить сломить сопротивление украинского народа против насильственной коллективизации и уничтожить его национальное достоинство[109].
- 12 декабря 2007 года Национальный совет Словацкой Республики принял декларацию, осуждающую голодомор 1932—1933 годов как акт истребления человечества учинённый тоталитарным сталинским режимом[109].
- 2 марта 2008 года Освященный собор Русской истинно-православной церкви постановил «в последнюю субботу ноября — в дни начала Голодомора 1932-33 годов на Украине, Дону, Кубани, Поволжье и других районах России — устанавливается „День поминовения жертв большевицких голодоморов“ 20-х, 30-х, 40-х годов XX столетия»[196].
- 11 ноября 2008 года Сенат Мексиканских Соединённых Штатов проявил солидарность с народом Украины по поводу 75-й годовщины голодомора 1932—1933 годов как невероятного события, которое оставило глубокий след в украинском обществе, и призвал к тому, чтобы подобные трагические явления никогда более не нашли отображения на страницах истории человечества[104].
- 6 ноября 2009 года Генеральный совет долин Княжества Андорра выразил солидарность с народом Украины и отдал дань памяти жизням миллионов украинцев, погибших во время голодомора 1932—1933 годов[197].
- 24 апреля 2015 года Министерство иностранных дел Турции обнародовало заявление, в котором говорилось следующее:

Учитывая то, что зверства и массовые ссылки на Кавказе, в Средней Азии и Восточной Европе были совершены самой Россией, так же, как голодомор и негуманные методы, направленные против турок и мусульман, мы считаем, что Россия сама должна поинтересоваться значением слова «геноцид» и его юридическими последствиями
- США:
  -  19 августа 2016 года Ассамблея штата Калифорния почтила память «миллионов жертв искусственно вызванного массового голода на Украине 1932-33 годов, известного как Голодомор, и их потомков, живущих сегодня в Калифорнии», отметив также, что этот искусственно вызванный голод привёл к гибели по меньшей мере пяти миллионов невинных мужчин, женщин и детей на Украине (что привело к уничтожению примерно на 25 % сельского населения этой страны, одного из самых продуктивных сельскохозяйственных районов Советского Союза) и «от одного до двух миллионов человек за пределами Украины, в основном на этнической территории украинского Северного Кавказа», установив 26 ноября 2016 года Днём Памяти Голодомора[199][200][201].
- 17 декабря 2022 года Национальный совет Австрии своим документом признал Голодомор «жестоким голодом, который был намеренно и систематически спровоцирован Советским Союзом против гражданского населения, преимущественно на территории Украины в 1932—1933 годах и, по разным подсчетам, унес жизни от 3,5 до 7 млн человек»[202].

Осудили политику советских властей и почтили память её жертв, но официально заявили об отказе признать геноцидом:
- Россия — заявление Государственной думы Федерального собрания от 02.04.2008[104]

Выступили против признания Голодомора:
- Россия — 24 ноября 2018 года, в День памяти жертв голодомора, МИД России на своих официальных страницах в социальных сетях Facebook и ВКонтакте назвал антинаучным признание голодомора «геноцидом украинского народа»[203].

В академической среде не существует консенсуса по поводу трактовки голода как геноцида. Ряд исследователей проблемы (Джеймс Мейс и другие) считают, что голодомор отвечает общепринятому определению геноцида (резолюция о геноциде, утверждённая ООН в 1948 году); сторонники этого взгляда часто ссылаются на Роберта Конквеста, хотя сам он так не считал. Оценки Голодомора как придерживался и автор термина «геноцид» и проекта Конвенции ООН о предупреждении преступления геноцида и наказании за него Рафаэль Лемкин, который имел склонность к максимально широкой трактовке понятия «геноцид». Другие исследователи (Андреа Грациози, Николя Верт и пр.) полагают, что если голод на Украине соответствовал если не букве, то духу Конвенции 1948 года; третьи же (в том числе все российские учёные) отрицают правомерность геноцидной трактовки. Впрочем, как указывает Георгий Касьянов, практически все исследователи сходятся на том, что голод на Украине и в СССР правомерно трактовать как преступление против человечности.

## Память о жертвах
Мемориалы:
- Первый известный мемориал памяти жертв «голода — геноцида, организованного советским режимом из Москвы» был установлен в Эдмонтоне, Канада в 1983 году.
- С 17 по 22 ноября 2008 года на Украине на государственном уровне прошла серия мероприятий, посвящённых 75-й годовщине голодомора. 22 ноября в День памяти жертв голодоморов в Киеве была открыта первая очередь Мемориала жертв Голодомора (до 2015 года — Национальный музей «Мемориал памяти жертв голодоморов на Украине»). Построенный за 5 месяцев объект расположен в непосредственной близости (менее 50 метров) от объекта Всемирного наследия — Церковь Спаса на Берестове. Создание Мемориала жертв Голодомора завершено открытием музейной части 24 августа 2009 года[209].

День памяти и мемориальные акции:
- Украина:
  - С 1998 года, согласно указу Президента Украины Леонида Кучмы № 1310/98 от 26 ноября 1998 года, на Украине каждую четвёртую субботу ноября проходит День памяти жертв голодоморов.
  - С 2005 года в память жертв геноцида и политических репрессий в Киеве ежегодно в последнее воскресенье ноября проводится акция «Зажги свечу».
- Канада:
  - С 2008 года, согласно Акту Дня памяти украинского голода и геноцида («Голодомора») от 28 мая 2008 года, в Канаде каждую четвёртую субботу ноября проходит День памяти украинского голода и геноцида («Голодомора»)[104].
  - С 2007 года, согласно Закону Законодательной ассамблеи от 22 ноября 2007 года, в Манитобе каждую четвёртую субботу ноября проходит День памяти украинского голода и геноцида[104].
  - С 2008 года, согласно Закону Законодательной ассамблеи от 7 мая 2008 года, в Саскачеване проходит День памяти голода-геноцида (Голодомора) 1932—1933 годов на Украине[184].
  - С 2008 года, согласно Закону Законодательной ассамблеи от 30 октября 2008 года, в Альберте каждую четвёртую субботу ноября проходит День памяти голода и геноцида (Голодомора) 1932—1933 годов на Украине[184].
  - С 2009 года, согласно Закону Законодательной ассамблеи от 9 апреля 2009 года, в Онтарио каждую четвёртую субботу ноября проходит День памяти Голодомора[184].
  - С 2010 года, согласно Закону Законодательной ассамблеи от 2 июня 2010 года, в Квебеке каждую четвёртую субботу ноября проходит День памяти Голодомора-геноцида 1932—1933 годов на Украине[184].
  - С 2019 года, согласно Закону Законодательной ассамблеи от 29 октября 2019 года, в Британской Колумбии каждую четвёртую субботу ноября проходит День памяти жертв Украинского голода и геноцида (Голодомора)[210].
- США:
  - Согласно Прокламации Мэра Майкла Р. Блумберга, в городе Нью-Йорк 19 ноября 2005 года провозглашено Днём памяти Украинского геноцида[142].
  - Согласно Резолюции Ассамблеи штата от 19 августа 2016 года, в Калифорнии 26 ноября 2016 года провозглашено Днём памяти жертв Голодомора[199].
  - Согласно Резолюции Законодательной ассамблеи от 20 сентября 2017 года, в Орегоне 25 ноября 2017 года провозглашено Днём памяти Голодомора[145].
  - Согласно Прокламации Губернатора Скотта Уокера от 22 ноября 2017 года, в Висконсине 25 ноября 2017 года провозглашено Днём памяти украинского голода-геноцида[146].
  - Согласно Резолюции Палаты представителей от 24 ноября 2017 года, в Мичигане 25 ноября 2017 года провозглашено Днём памяти Голодомора[147].

Другое:
- 23 ноября 2008 года папа римский Бенедикт XVI во время своего воскресного слова на площади Святого Петра в Ватикане почтил память жертв голодомора на Украине и в других регионах бывшего Советского Союза, сказав, приветствуя на украинском языке украинских паломников:

«… в эти дни отмечается 75-я годовщина голодомора — великого голода, в 1932—1933 годах вызвавшего миллионы смертей на Украине и в других регионах Советского Союза во время коммунистического режима. Искренне желая, чтобы никакое политическое устройство более не смогло, во имя идеологии, отказать в правах человека, его свободе и достоинству, заверяю в моей молитве о всех невинных жертвах этой чудовищной трагедии …»

- В ноябре 2011 года Украинский национальный федеральный кредитный союз в США объявил о выпуске кредитной карты VISA Holodomor. Согласно обнародованной информации, 1 % от объёмов ежедневного использования карточки владельцами будет платиться местному комитету по чествованию памяти жертв «голодомора»[212].
- 21 октября 2018 года в Торонто открылся мемориал жертвам Голодомора[213].
- В октябре 2022 года пророссийские власти Мариуполя демонтировали установленный в 2004 году мемориал жертвам голодомора, видя в монументе символ дезинформации на государственном уровне и отрицая сам факт голодомора Украины[214].

- Мемориальные сооружения
- Мемориал «Голодомор 1933» («Мемориал народной скорби») — первый памятник жертвам голодомора в Украине. Мгарь, Полтавская область
- Киев. Мемориал жертв Голодомора. Расположен на линии между парком Славы и валами Киево-Печерского историко-культурного заповедника
- Мемориал жертвам Голодомора в Днепре, Украина
- Мемориал жертв Голодомора в Харькове
- Запорожье. Памятник, посвящённый памяти жертв Голодомора
- Вышгород, Киевская обл. Памятник жертвам Голодомора 1932—1933 годов. Авторы: Борис Крылов, Олесь Сидорук. 2008 год
- Обухов, Киевская обл. Монумент, посвящённый памяти жертв Голодомора
- Памятник жертвам Голодомора в селе Барахты, Киевская область, Украина
- Монумент «Голодомор 1932—1933» в Варшаве, Польша
- Мемориал, посвящённый жертвам Голодомора 1932—1933. Канада, городской парк Уинсора
- Мемориал, посвящённый жертвам Голодомора в Вашингтоне, США
- Монумент, посвящённый памяти жертв Голодомора в Канберре, Австралия

- Почтовые марки и монеты
- Почтовая марка Украины, 1993 год
- Почтовая марка Украины, 2003 год
- Памятная монета Украины

## Голодомор в искусстве

### Голодомор в литературе
- Улас Самчук — «Мария» (1933)
- Василий Гроссман — «Всё течёт[укр.]» (1955—1963)
- Анатолий Кузнецов — «Бабий Яр» (1966)
- Василь Барка — «Жёлтый князь» (1951—1961; 1995—1999)

### Голодомор в кинематографе
- Урожай отчаяния (1984), режиссёр Славко Новицкий (документальный фильм)
- Голод-33 (1991), режиссёр Олесь Янчук
- Поводырь (2013), режиссёр Олесь Санин
- Номер 44 (2015), режиссёр Дэниел Эспиноса по книге Тома Роба Смита, кратко описывает Голодомор.
- Горький урожай (2017), режиссёр Джордж Менделюк
- Гарет Джонс (2019), режиссёр Агнешка Холланд

### Официальные документы 1932—1933 годов
- Полный архив документов 1930—1934 гг. на сайте МИДа России  (недоступная ссылка)
- 6 декабря 1932 г.: ПОСТАНОВЛЕНИЕ СОВНАРКОМА УССР и ЦК КПбУ О ЗАНЕСЕНИИ НА ЧЕРНУЮ ДОСКУ СЕЛ, ЗЛОСТНО САБОТИРУЮЩИХ ХЛЕБОЗАГОТОВКИ (фотокопия, см. также текст на английском
- Документы о Голодоморе на сайте Государственного комитета архивов Украины.
  - Список документов и телеграмм:
- 130 официальных рассекреченных документов, собранных Службой безопасности Украины. Опубликованы 18 августа 2006 г.
- Список лиц, причастных к проведению политики Голодомора по версии СБУ

### Современные официальные документы
- 7 декабря 2003: Документ ООН A/C.3/58/9 и дополнение от 28 ноября 2003 (формат pdf)
- Международная комиссия по расследованию голода на Украине 1932—1933 годов: Итоговый отчет 1990 год. — К., 1992. — 192 с. (формат pdf)

### Прочее
- Голодомор: правда ли, что украинцы пострадали больше других. istories.media. Дата обращения: 13 октября 2023.
- Дулуман Е. К. О голоде.